# Marica (folyó)
A Marica (bolgárul: Марица [Marica], görögül: ¨Εβρος [Evrosz], törökül: Meriç Nehri) folyó Bulgária, Görögország és Törökország területén.

## Nevének eredete
Az ókorban  a folyó neve Hebrus volt.

## Földrajza
A Rila-hegység északi lejtőjén ered, Szófiától 40 km-re délkeletre. Átszeli Bulgária éléskamráját, a Kelet-ruméliai síkságot és Alexandrúpolitól 20 km-re keletre torkollik az Égei-tengerbe. Hossza 480 km, amiből 16 km hosszan határt képez Bulgária és Görögország, valamint 185 km hosszan Görögország és Törökország között. Vízgyűjtő területe 53 000 km².
Mellékfolyói a Tundzsa és az Arda.
Jelentős városok a Marica mentén: Pazardzsik, Plovdiv, Dimitrovgrad, Szvilengrad  és  Edirne.

## Képek

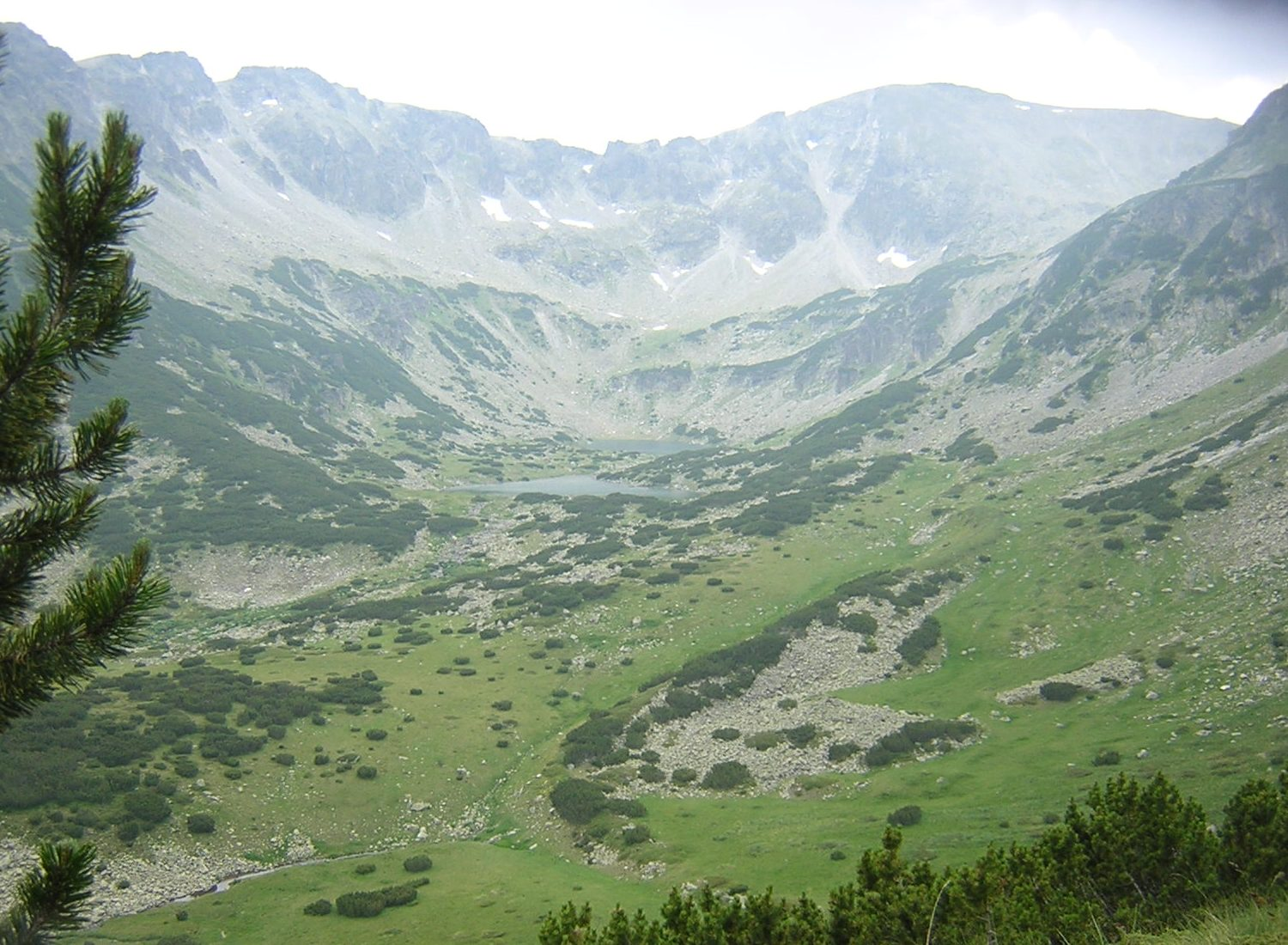
A Marica forrása a Rila-hegységben